# Fables of the Reconstruction
Fables of the Reconstruction è il terzo album in studio realizzato dal gruppo statunitense dei R.E.M., pubblicato sul mercato statunitense nel mese di giugno del 1985, distribuito dalla I.R.S. Records.

## Descrizione
Malgrado l'acclamazione della critica ricevuta dopo la pubblicazione dei primi due Lp, Murmur e Reckoning, i R.E.M hanno deciso notevoli cambiamenti sia nel modo di comporre musica, sia nelle abitudini di registrazione.
Tra i vari cambiamenti, c'è anche quello del produttore. Infatti passano a Joe Boyd che li porta a registrare a Londra, dove il disco esce un giorno prima rispetto alla natia America.
Nei testi l'album esplora i luoghi comuni e le tradizioni del sud degli Stati Uniti, è una celebrazione dell'individuo eccentrico, argomento che si trova almeno in 4 canzoni dell'album (Wendell Gee, Maps and Legends, Old Man Kensey e Life and How to Live It).
Driver 8 è una canzone che parla dei paesaggi che si possono incontrare attraversando l'America del Sud a bordo di un treno. I treni sono un soggetto frequentissimo nella musica del Sud degli Stati Uniti, sono l'esemplificazione della libertà e la promessa di una fuga dalla realtà di tutti i giorni, Kohoutek è una canzone dei R.E.M che parla di amore in modo esplicito, una delle poche dichiaratamente romantiche.
Quando l'album è stato immesso sul mercato, su MTV girava spesso il video di Cant Get There from Here, benché il brano non fosse previsto come singolo.
Nonostante sia stato registrato durante un periodo di frequenti dispute in seno alla band, questo LP ha contribuito alla popolarità del gruppo.

## Tracce
1. Feeling Gravitys Pull – 4:51
2. Maps and Legends – 3:10
3. Driver 8 – 3:23
4. Life and How to Live It – 4:06
5. Old Man Kensey (Jerry Ayers, Berry, Buck, Mills, Stipe) – 4:08
6. Cant Get There from Here – 3:39
7. Green Grow the Rushes – 3:46
8. Kohoutek – 3:18
9. Auctioneer (Another Engine) – 2:44
10. Good Advices – 3:30
11. Wendell Gee – 3:01

Nell'edizione dell'album chiamata "The I.R.S. Years Vintage" uscita nel 1992 sono state inserite anche 5 bonus track
1. "Crazy" (Pylon)
2. "Burning Hell"
3. "Bandwagon"
4. "Driver 8" (Live)
5. "Maps and Legends" (Live)

- Musica e testi di Bill Berry, Peter Buck, Mike Mills e Michael Stipe.
- Nella versione in vinile, le due singole facciate erano sottotitolate: la facciata A, ribadendo il titolo dell'album; la facciata B invertendo i termini in Reconstruction of the fables.

### Edizione 25º anniversario
Disco 1
Il primo disco è l'album originale rimasterizzato
Disco 2 (The Athens demos)
1. Auctioneer (Another Engine)
2. Bandwagon (Berry, Buck, Mills, Lynda Stipe, and Michael Stipe)
3. Cant Get There from Here
4. Driver 8
5. Feeling Gravitys Pull
6. Good Advices
7. Green Grow the Rushes
8. Hyena
9. Kohoutek
10. Life and How to Live It
11. Maps and Legends
12. Old Man Kensey (Ayers, Berry, Buck, Mills, and Stipe)
13. Throw Those Trolls Away
14. Wendell Gee

## Formazione
- Michael Stipe – voce
- Peter Buck – chitarra acustica, chitarra elettrica, banjo, armonica
- Mike Mills – basso, cori, pianoforte
- Bill Berry – batteria, cori

### Altri musicisti
- Camilla Brunt – violino (traccia 1)
- Philippa Ibbotson – violino (traccia 1)
- David Newby – violoncello (traccia 1)
- Pete Thomas – sassofono tenore (traccia 6)
- David Bitelli – sassofono tenore e baritono (traccia 6)
- Jim Dvorak – tromba (traccia 6)